# Hypsicera parva
Hypsicera parva là một loài tò vò trong họ Ichneumonidae.